# Przejście graniczne Rudawka-Lesnaja
Przejście graniczne Rudawka-Lesnaja – polsko-białoruskie rzeczne przejście graniczne położone w województwie podlaskim, w powiecie augustowskim, w gminie Płaska w miejscowości Rudawka na Kanale Augustowskim.

## Opis przejścia granicznego
Przejście graniczne Rudawka-Lesnaja uroczyście zostało otwarte 30 kwietnia 2005 roku. Rozporządzenie w tej sprawie zostało wydane 4 listopada 2005 roku. Czynne jest od 1 maja do 1 października w godzinach 6.00–18.00 (8.00–20.00 czasu białoruskiego) dla międzynarodowego ruchu osobowego przy wykorzystaniu środków transportu wodnego znajdujących się na osobistym wyposażeniu, z wyłączeniem towarów, mały ruch graniczny. Tymczasowo od 28 kwietnia 2017 roku do 1 października 2017 roku, także pieszo lub rowerem. Odprawy osób oraz środków transportu prowadzone są na terytorium Polski. Kontrolę graniczną i celną wykonuje załoga Placówki SG w Płaskiej. 
Przejście to jest jedynym rzecznym przejściem granicznym na wschodniej granicy Polski. W skład przejścia wchodzą placówka graniczna znajdująca się po stronie białoruskiej, graniczna śluza Kurzyniec oraz przesmyk dla kajaków. Na przełomie 2006 i 2007 roku przejście było remontowane.
Dla wygody turystów, w Augustowie została utworzona nowa placówka konsularna Białorusi działająca od maja do października. Można w niej m.in. wyrobić wizę turystyczną, by przekroczyć granicę na Kanale Augustowskim.

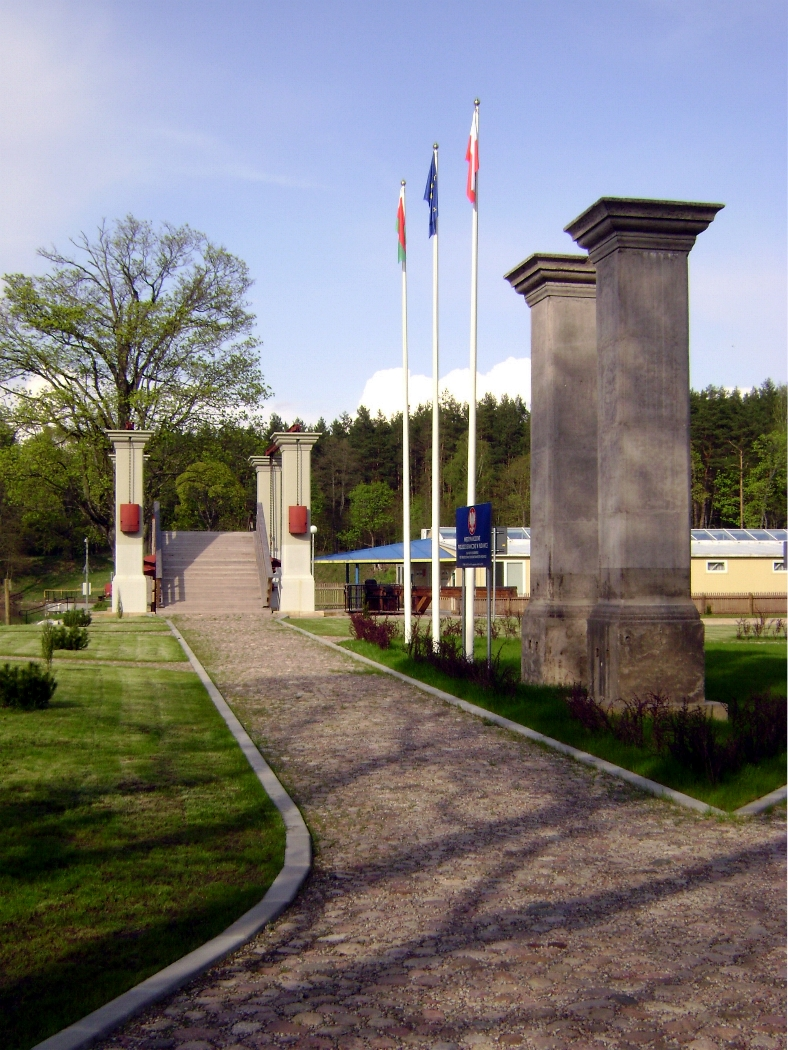
Przejście graniczne Rudawka–Lesnaja (maj 2008)
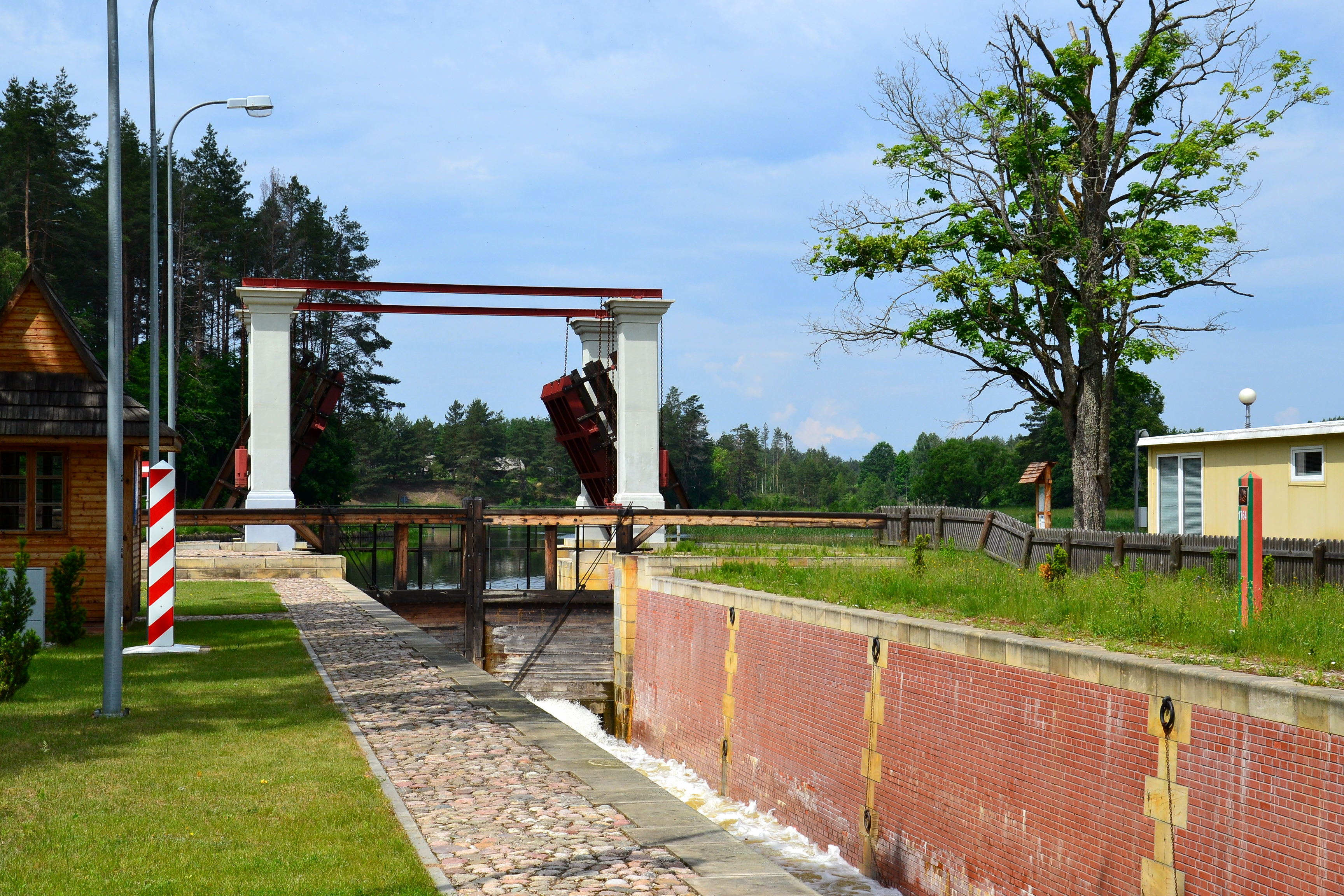
Śluza Kurzyniec (czerwiec 2013)
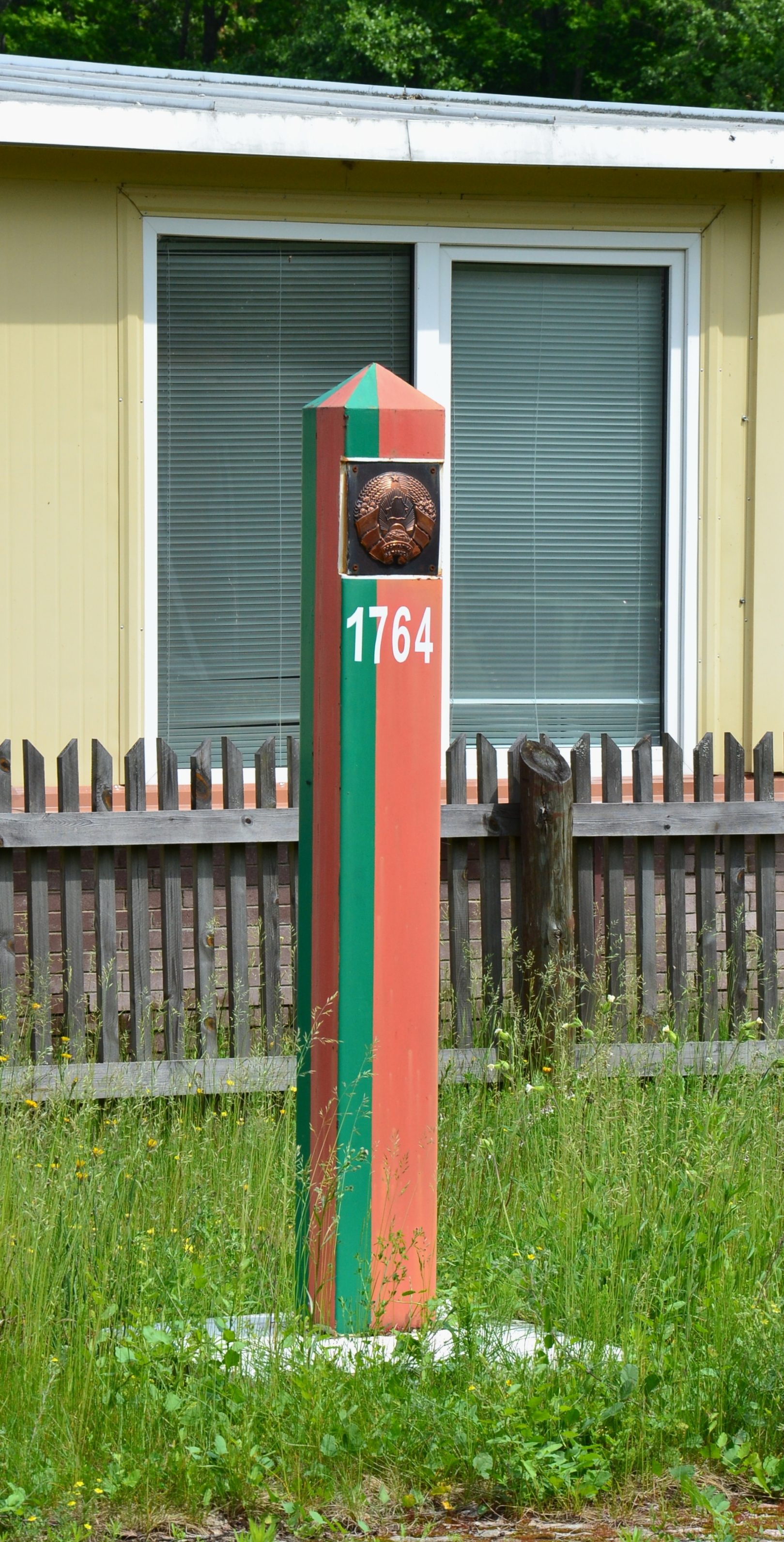
Znak graniczny po stronie Białoruskiej (czerwiec 2013)
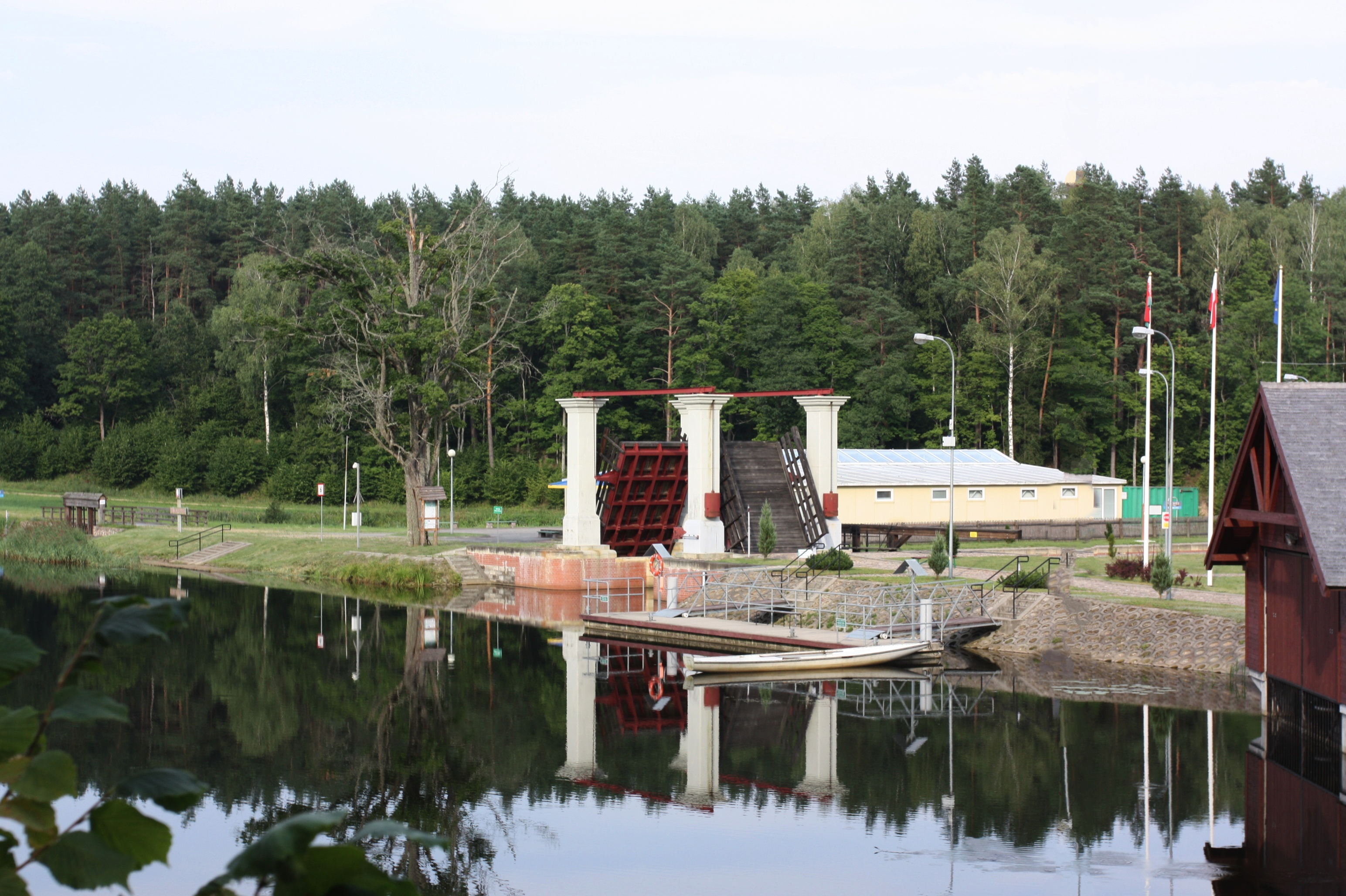
Śluza Kurzyniec (czerwiec 2013)
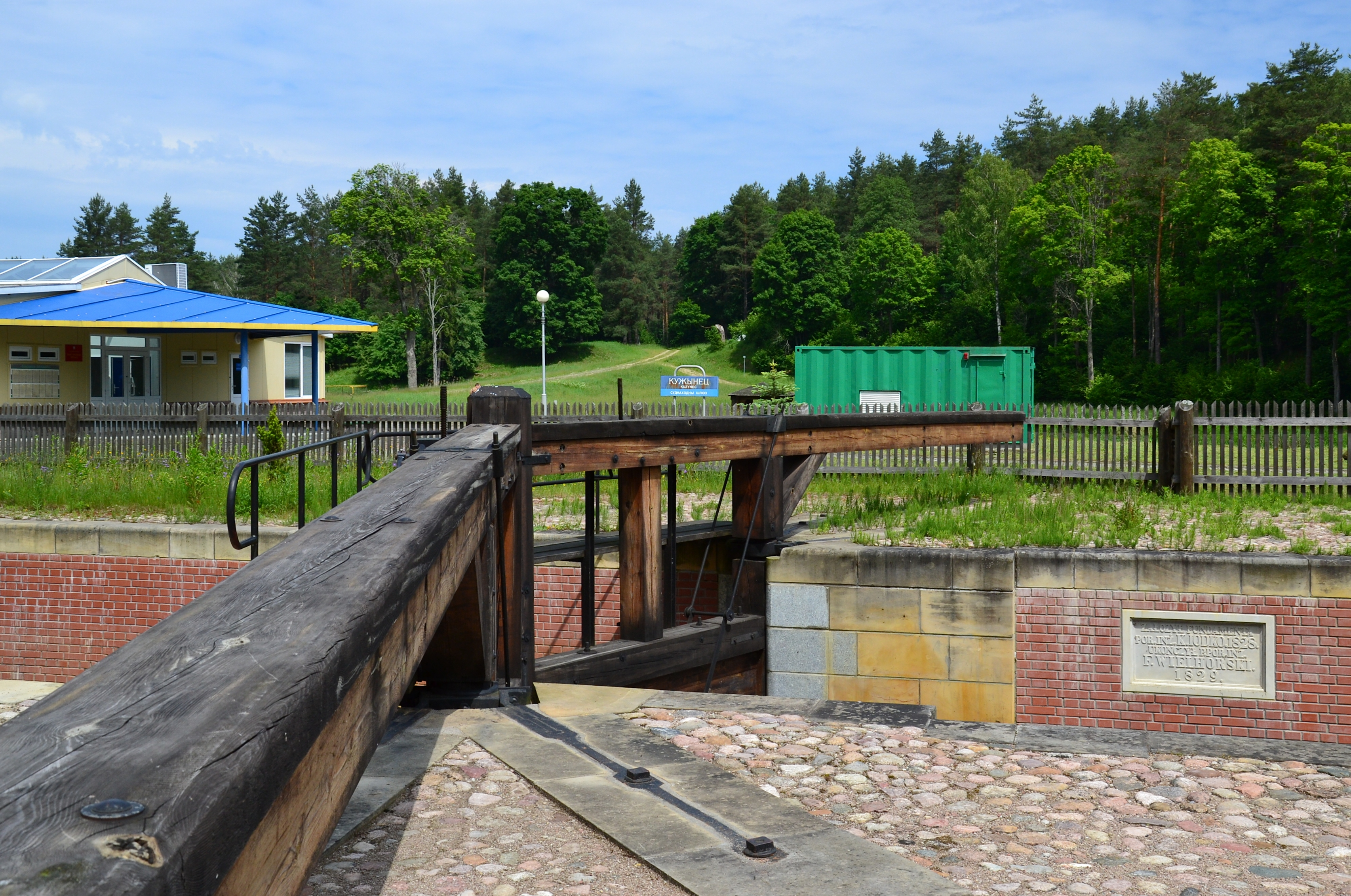
Śluza Kurzyniec (czerwiec 2013)
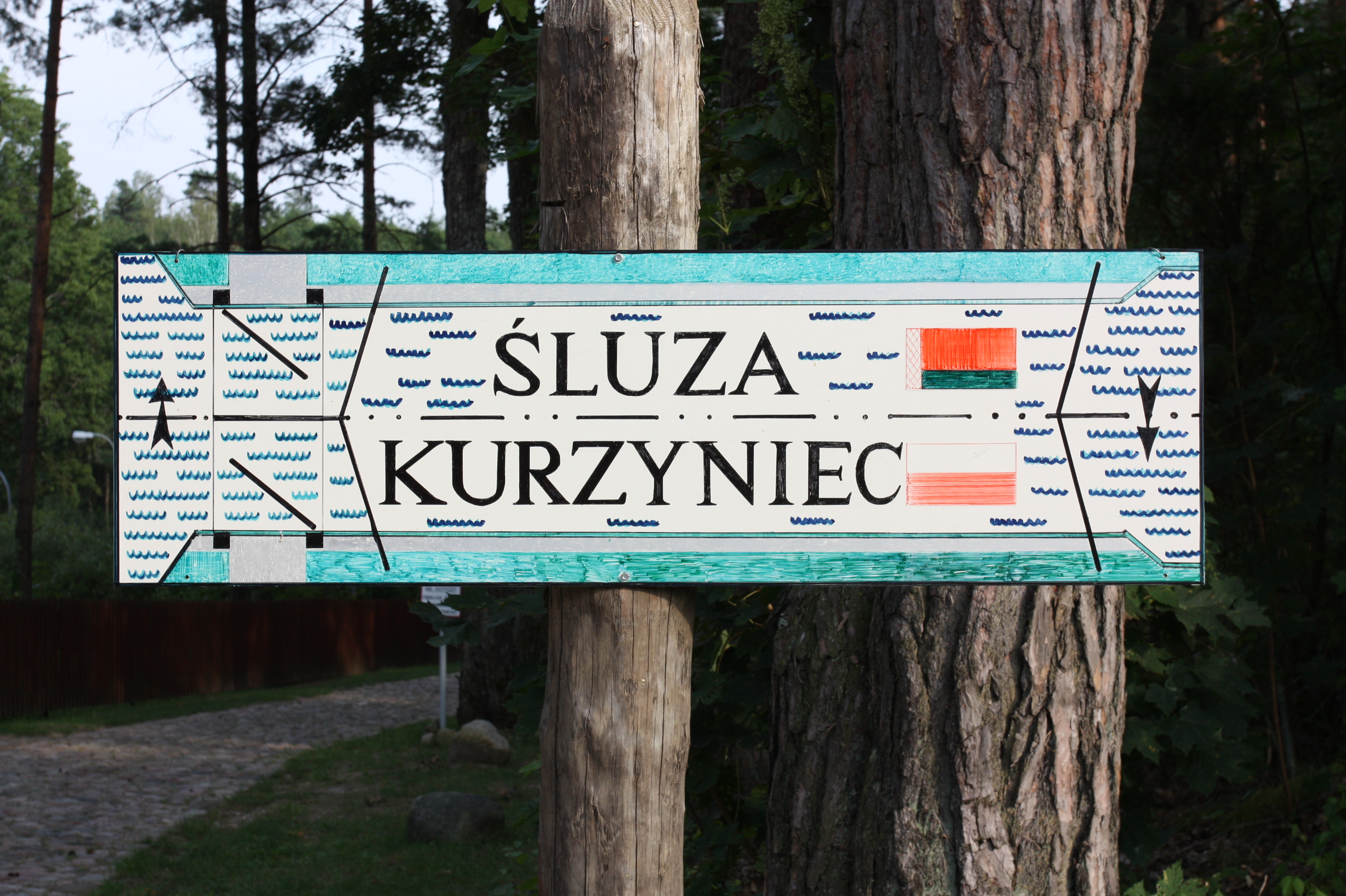
Tablica śluza Kurzyniec (sierpień 2014)